# Antti Tuuri
Antti Tuuri född 1 oktober 1944 i Kauhava, Finland, är en finländsk författare.
1999 filmatiserades hans roman Elämä isänmaalle under namnet Vägen till Rukajärvi.